# مايل ستريوفسكي
ميل ستريوفسكي (بالإنجليزية: Mile Sterjovski)‏، من مواليد 27 مايو 1979 في وولونغونغ في أستراليا، لاعب كرة قدم أسترالي.
بدأ مسيرته الكروية مع نادي وولونغونغ وولفز في موسم 1996/1997، ولعب معهم مباراتين، وفي عام 1997 انتقل إلى نادي إلاوارا ليونز، وفي عام 1997 انتقل إلى نادي سيدني يونايتد، ولعب معهم حتى عام 1999، وشارك معهم في 37 مباراة وسجل 20 هدف، وفي موسم 1999/2000 انتقل إلى نادي باراماتا باور، ولعب معهم 31 مباراة وسجل 11 هدف، وفي عام 2000 انتقل إلى نادي ليل الفرنسي، ولعب معهم حتى عام 2004، وشارك معهم في 91 مباراة وسجل 15 هدف، ومنذ عام 2004 وهو يلعب مع نادي بازل السويسري.
و قد بدأ باللعب مع منتخب أستراليا لكرة القدم في عام 2000.

## روابط خارجية
- مايل ستريوفسكي على موقع الاتحاد الدولي (مؤرشف)  (الإنجليزية)
- مايل ستريوفسكي على موقع اتحاد تركيا (لاعب) (الإنجليزية)
- مايل ستريوفسكي على موقع قاعدة بيانات كرة القدم.إي يو (الإنجليزية)
- مايل ستريوفسكي على موقع ناشيونال فوتبول تيمز (الإنجليزية)
- مايل ستريوفسكي على موقع Soccerbase.com (لاعب) (الإنجليزية)
- مايل ستريوفسكي على موقع Soccerway.com (الإنجليزية)
- مايل ستريوفسكي على موقع عالم كرة القدم.نت (الإنجليزية)
- مايل ستريوفسكي على موقع كووورة